# Червоний готель

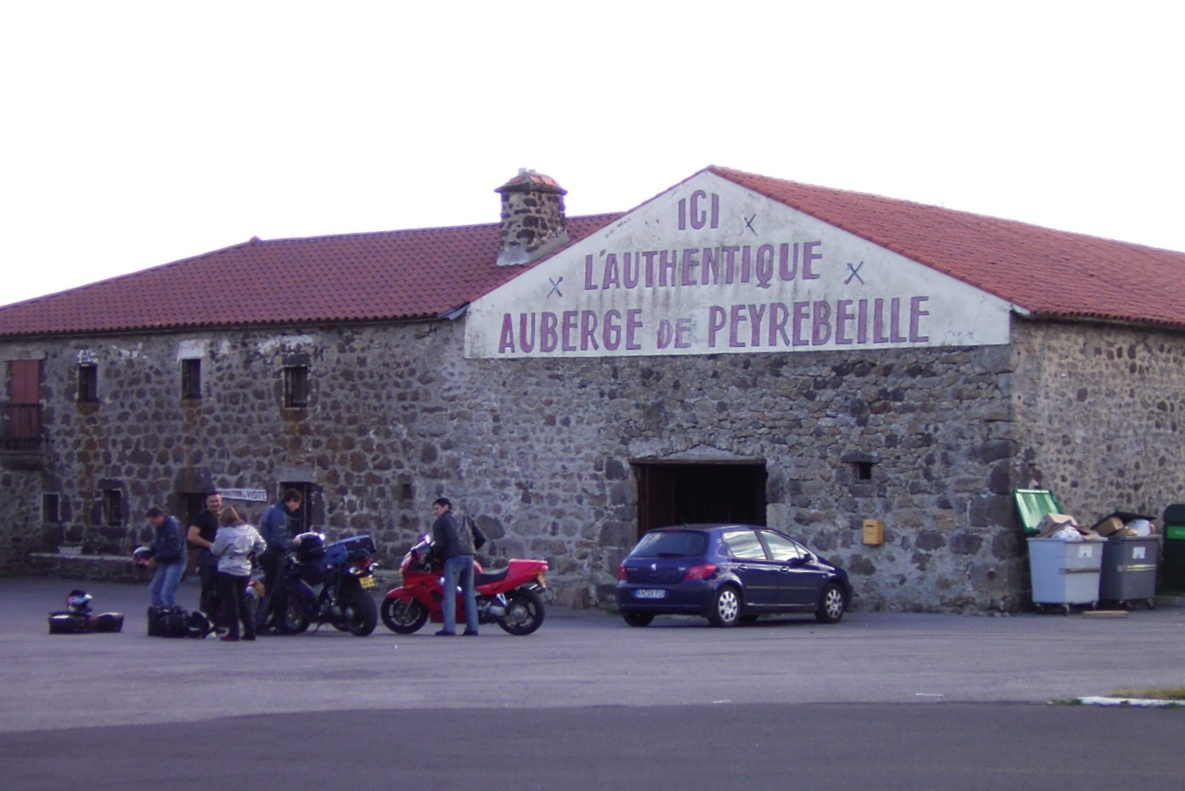
«Червоний готель» — сучасний вигляд

Готе́ль Пейребе́ль (фр. Auberge de Peyrebeille) — готель у Франції, у муніципалітеті Ланарс на півдні Франції, більше відомий як «Червоний Готель», місце відомої кримінальної справи у середині 19-го століття. За вбивство більш ніж 50 постояльців у 1833 році було страчено володарів готелю та їх слугу. За мотивами цієї справи було знято декілька фільмів.

### Обставини справи
У 1808 році Марі Мартен отримала у спадок ферму, яку вона пізніше у 1818 році з чоловіком П'єром Мартеном переобладнала на готель. Готельний бізнес з часом став дуже успішним. Коли подружжя Мартенів розбагатіли, місцеві мешканці регіону почали звинувачувати Мартенів і їхнього слугу, Жана Рошетта у пограбуванні та вбивстві постояльців готелю. Загалом, вважається, що після відвідин готелю зникло 53 людини. Незважаючи на підозри та чутки, що вирували навколо готелю, перший арешт відбувся лише у 1831 році, коли за звинуваченнями у вбивстві відомого місцевого жителя арештували П'єра Мартена і його слугу.
Ніяких доказів злочину, крім тіла померлого далеко від готелю, знайдено не було. Лише один свідок звинувачував володарів готелю у вбивстві постояльців, тіла котрих, як вважалося, вони або спалювали у печі, або згодовували свиням. Незважаючи на відсутність доказів, у 1833 році суд визнав власників готелю і їхнього слугу винними в одному вбивстві і декількох спробах вбивства і засудив до смертної кари. Подружжя Мартенів і їхній слуга подавали клопотання про помилування королю Луї-Філіппу, але воно було відхилене. На страті засуджених на гільйотині перед власним готелем 2 жовтня 1833 року було присутньо близько 30 тисяч глядачів.
Сучасні дослідники схиляються до думки, що подружжя Мартенів та їхній слуга ймовірно стали жертвою упередженої суспільної думки та заздрощів сусідів. Декілька істориків вивчали цю справу за архівними документами і представили різні інтерпретації цієї гучної справи. Досі не вдалося повністю підтвердити чи спростувати провину власників Червоного готелю у вбивстві постояльців.

## Значення
Майже відразу після страти Мартенів жахлива історія вбивств у Червоному готелі тиражувалася тогочасною пресою. Історія Червоного готелю знайшла відображення у декількох книжках та двох комедійних фільмах. Першою екранізацією цієї історії став фільм «Червоний готель» 1951 року, де одну з головних ролей зіграв відомий комік Фернандель. Друга екранізація відбулася 2007 року. У цьому фільмі «Червоний готель» ролі зіграли відомі французькі артисти Жерар Жюньо, Крістіан Клав'є, Жан-Батист Моньє. 
Оповідання Оноре де Бальзака Червоний готель та його дві екранізації 1910 і 1923 років не мають жодного відношення до історії готелю Пейребель, оскільки події оповідання Бальзака відбувалися у Німеччині.